# Galerius

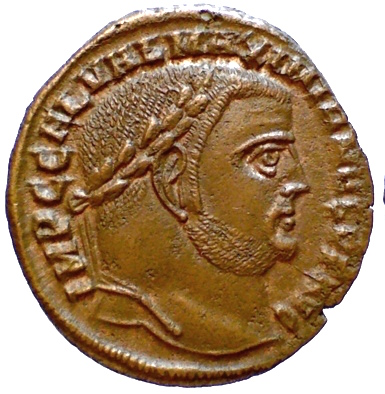
Follis des Galerius

Galerius (* um 250; † 311 in Serdica), mit vollem Namen Gaius Galerius Valerius Maximianus, war ein römischer Kaiser.
Zunächst war er von 293 bis 305 untergeordneter Mitkaiser (Caesar) in der ersten Tetrarchie, bis er 305 zum Augustus des Ostens aufstieg. Bis zu seinem Tod bemühte er sich vergeblich, das tetrarchische System, das sich seit der Erhebung Konstantins 306 in einer Krise befand (siehe Auflösung der römischen Tetrarchie), zu erhalten. Im Jahr 311, noch kurz vor seinem Tod, erließ er ein Toleranzedikt und erkannte offiziell das Christentum als Religion an.

## Leben

### Aufstieg zum Kaiser
Galerius war der (nicht immer verlässlichen) Überlieferung zufolge ein illyrischer Hirte. Bezüglich seines Geburtsortes gibt es in der antiken Literatur zwei voneinander abweichende Angaben: Laut Eutropius stammte er aus der Gegend von Serdica. Die anonyme Epitome de Caesaribus nennt als Geburtsort dagegen den Ort, an dem Galerius später eine Palastanlage erbaute und ihr zu Ehren seiner Mutter Romula den Namen Romuliana gab. Unter dem dortigen Residenzkomplex fand sich bei archäologischen Untersuchungen eine Villa rustica, die in der Forschung aufgrund der Angaben in der Epitome de Caesaribus teilweise als Galerius‘ Geburtsort eingestuft wird. Um 250 geboren, begann er seine militärische Laufbahn offenbar unter Kaiser Aurelian und diente später auch unter Probus. Galerius stieg dabei zu höchsten Ehren auf.
Um mehr Sicherheit im Reich und speziell für das Kaisertum zu gewährleisten, sollte im ausgehenden 3. Jahrhundert die Verantwortung über die Provinzen unter vier Herrschern aufgeteilt werden. Das System der Tetrarchie sah vor, dass zwei älteren Augusti zwei jüngere, durch ihre Tapferkeit ausgezeichnete Caesares als Helfer zur Seite gestellt werden. Kaiser Diokletian ernannte im Jahr 286 Maximian, der seit 285 als sein Unterkaiser fungiert hatte, zum Augustus für den Westen, und beide hatten fortan formal denselben Rang inne. Als Caesares wurden 293 – entweder gleichzeitig oder im Abstand einiger Wochen – Constantius I. und Galerius eingesetzt.

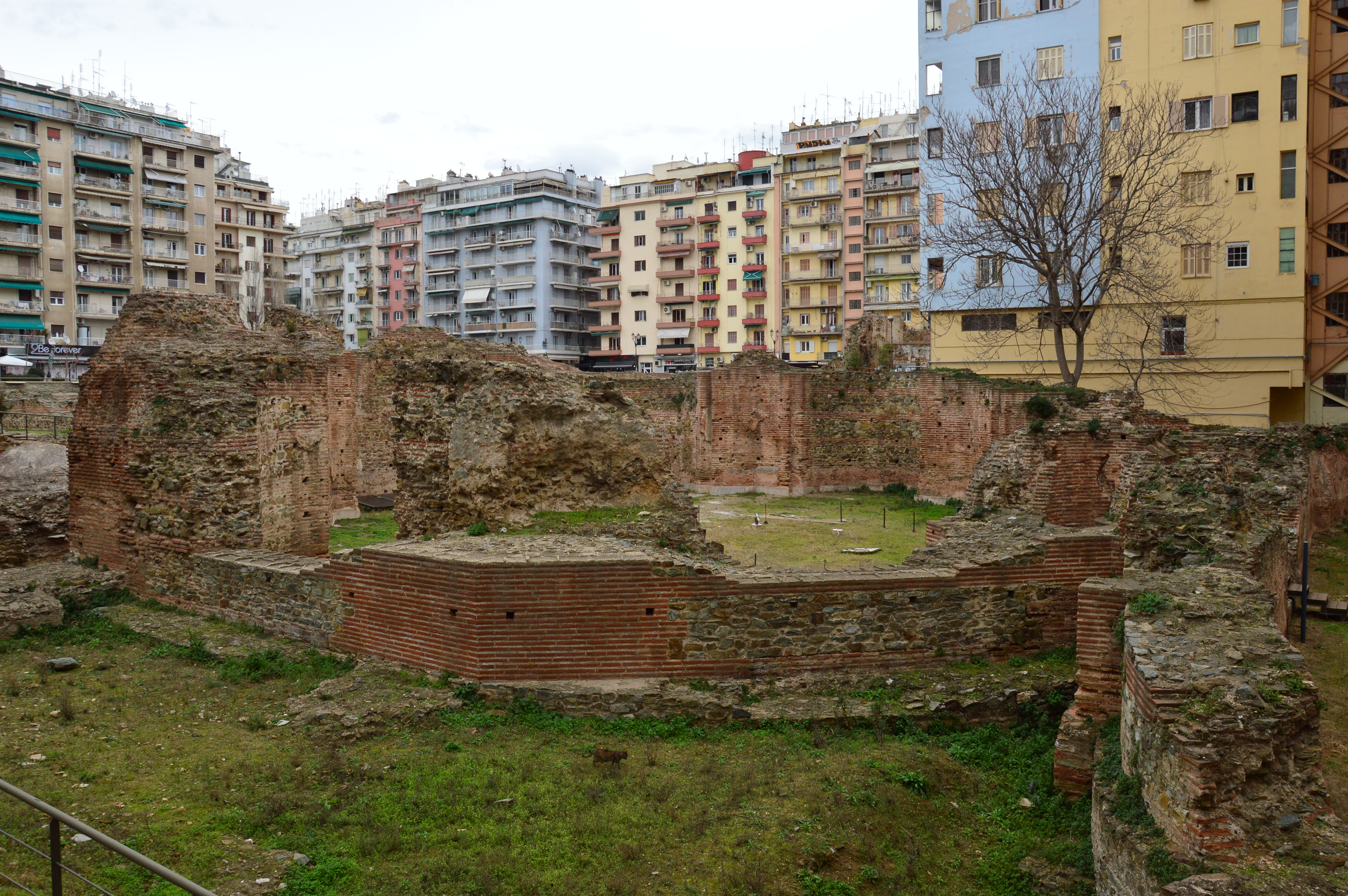
Teilansicht des Galeriuspalastes in Thessaloniki, Ansicht des Oktagons von Südwesten

Am 21. Mai 293 wurde Galerius von Kaiser Diokletian im Zuge der Einrichtung der Tetrarchie zum Mitkaiser (Caesar) für den Osten des Reiches ernannt. Seine Residenzstädte waren Sirmium und Thessaloniki. Galerius verließ seine erste Frau und heiratete Valeria, die Tochter Diokletians. 294 kämpfte Galerius in Ägypten und seit 296 gegen die Sassaniden, gegen die er zunächst eine Niederlage erlitt. 298 besiegte er jedoch den persischen Großkönig Narseh, was Rom im Frieden von Nisibis größere Gebietsgewinne einbrachte. Für seine Leistungen wurde ihm zu Ehren in Thessaloniki ein Ehrenbogen errichtet.
Als Galerius im Mai 305 den Platz des ausgeschiedenen Augustus Diokletian einnahm, schien seine Macht größer denn je zu sein. Ab sofort regierte er, mit Unterstützung seines neuen Caesars Maximinus Daia, über ein ausgedehntes Reich, welches sich über den ganzen Balkan sowie Kleinasien erstreckte. Zugleich war auch Constantius I. im Westen zum (senior) Augustus aufgestiegen, dessen vormaliges Amt nun durch den Caesar Severus besetzt wurde. Als aber Constantius I. bereits 306 verstarb und daraufhin Konstantin I., der Sohn des Constantius, sowie 307 Maxentius, der Spross des ehemaligen Augustus Maximian, als Usurpatoren auftraten, geriet das vormals stabile tetrarchische Herrschaftssystem aus dem Gleichgewicht. Vielfach sehen es moderne Historiker als den entscheidenden Fehler des Galerius, zunächst keine eindeutige Position gegenüber Konstantin eingenommen zu haben: Weder wurde dieser als Augustus anerkannt, noch gab Galerius Befehl, militärisch gegen ihn vorzugehen. Stattdessen akzeptierte er ihn als Caesar. Weder befriedigte dies aber Konstantins Ehrgeiz, noch schreckte es Nachahmer, wie eben Maxentius, ab. Galerius, seit dem Tod des Constantius senior Augustus, bemühte sich letztlich vergeblich um eine Bewahrung des Systems: Die 308 auf der Konferenz zu Carnuntum mühsam restaurierte Tetrarchie löste sich nach dem Tod des Galerius 311 auf. Sein Sohn Candidianus wurde 313 von Licinius beseitigt.

### Galerius und die Christen
Galerius gilt, dem Christen Lactantius zufolge, traditionell als der Anstifter der Großen Christenverfolgung unter Diokletian (seit 303) und führte diese jedenfalls auch nach dessen Rücktritt 305 als sein Nachfolger im Amt des Augustus fort.
Zuletzt litt Galerius an einer pestartigen Krankheit. Am 30. April 311, kurz vor seinem Tod, verfügte er jedoch ein Toleranzedikt (Duldungserlass): Durch den Erlass wurde die Christenverfolgung beendet und das Christentum zur religio licita (erlaubten Religion), indem es den Christen Zusammenkünfte erlaubte, soweit diese die öffentliche Ordnung nicht störten. Auch billigte – vielmehr gebot – der Erlass des todkranken Kaisers die Wiederherstellung der christlichen Kirchen. Durch die Mailänder Vereinbarung von 313 wurden „zum erstenmal in der Geschichte Christen in gewisser Weise gesetzlich anerkannt“ (Grant). Die Kirche erhielt ab 313 erstmals staatliche Gelder, die vorher nur an die bisherige, heidnisch dominierte Staatsreligion floss. Der Bischof erhielt gewisse staatlich wirksame Prozessrechte, und er durfte die kaiserliche Post benutzen.
Lactantius und andere christliche Kirchenlehrer und Apologeten schildern Galerius als Bösewicht und Scheusal. Galerius galt wohl aufgrund seiner einfachen Herkunft gemeinhin als ungehobelt, als Mann, dem es am höfischen Schliff mangelte; andererseits wurde er aber auch als tatkräftig, wohlmeinend und gerecht beschrieben. Galerius war Traditionalist und konnte das epochale Ausmaß des neuen, christlich geprägten Zeitalters noch nicht oder erst am Schluss seines Lebens erkennen.
Seit 2017 trägt der Galerius Peak seinen Namen, ein Berg auf der Alexander-I.-Insel in der Antarktis.

## Darstellung

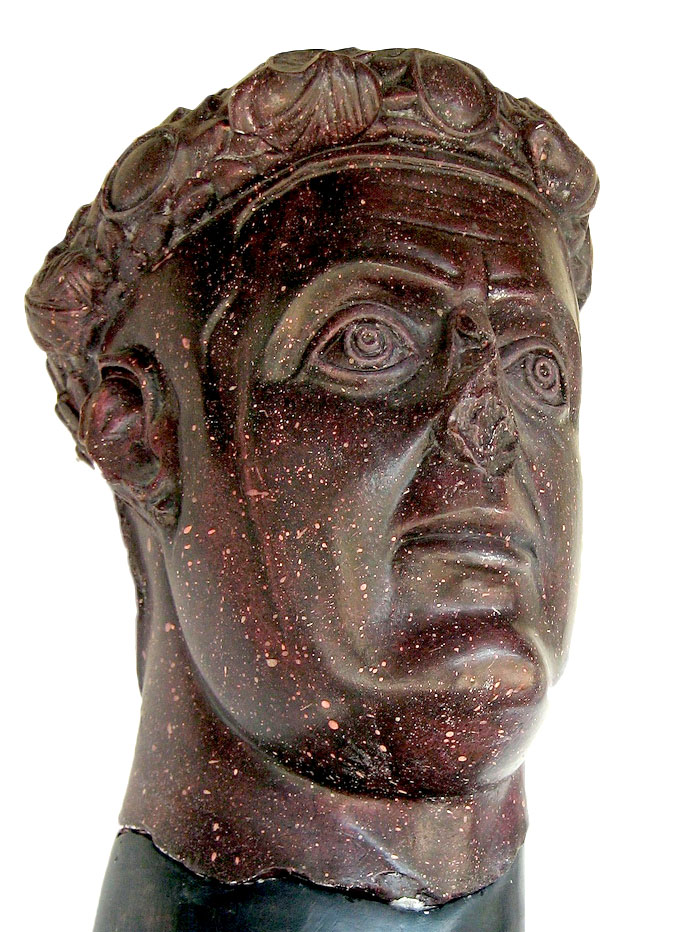
Porträtkopf des Galerius aus Porphyr, gefunden in Romuliana, dem Palast des Galerius in Gamzigrad

Verkörperte Galerius in jungen Jahren offenbar einen ansehnlichen Mann von kräftigem Körperbau, so nahm seine Gestalt mit der Zeit an Fülle zu. Dies kann bei der Unterscheidung der Bildnisse des Galerius als Caesar von späteren als Augustus hilfreich sein. Gekennzeichnet ist sein Porträt durch eine meist grobe Bearbeitung, seinen starken Hals und die bereits genannten charakteristischen Stirnfalten. In den meisten Fällen trägt Galerius einen Bart. Bei Bildnissen ohne einen solchen wird manchmal vermutet, dies sei auf seine – allerdings erst kurz vor seinem Tod erfolgte – Tolerierung des Christentums zurückzuführen, doch bleibt dies Spekulation, denn Sympathie für das Christentum verrät auch das Toleranzedikt keineswegs. Die strikte, gleichmäßige Abgrenzung des Haares, die gerade Nase, weit aufgerissene Augen mit stark angehobenen Brauen, teilweise Ansätze eines leichten Doppelkinns ebenso wie die gerade verlaufende Haarlinie sind für das Porträt des Kaisers charakteristisch. Insgesamt herrscht in seinem Bildnis Harmonie in der Komposition vor, sein Gesichtsausdruck vermittelt einen angespannten, misstrauisch prüfenden Blick.
Das Bildnis des Galerius erscheint nicht nur auf rundplastischen Denkmälern, sondern auch auf Münzen. Sinnesträger wie Augen und Ohren sind stark betont, das Haar wird durch parallel verlaufende Linien angedeutet, sein Hals weist einen enormen Umfang auf und das typische Stirnmotiv ist selbst auf diesen kleinen Bildträgern gut zu erkennen. Aufgrund dieser Charakteristika war es für die antike Bevölkerung möglich, ihren Kaiser zu identifizieren, wenngleich sein Name freilich in der Umschrift der Münze angegeben ist. Münzen, die wichtige Informationsträger waren und sind, ermöglichten den Herrschern eine Darstellung ihrer selbst. Durch die rasche Verbreitung der Zahlungsmittel wusste innerhalb kurzer Zeit jeder römische Bürger über das Aussehen des amtierenden Kaisers und dessen laufende Programme Bescheid, und so war die Münze als propagandistisches Mittel gut geeignet.
Die Vereinfachung der Strukturen, wie sie beim Porträt des Galerius anzutreffen ist, begegnet ebenso bei Bildnissen unbekannter Personen jener Zeit. Sie ist zunächst auf eine sich verändernde Formensprache zurückzuführen und (noch) nicht auf ein Nachlassen der Kunstfertigkeit.